# Бојд (Висконсин)
Бојд (енгл. Boyd) град је у америчкој савезној држави Висконсин.

## Демографија
По попису из 2010. године број становника је 552, што је 128 (-18,8%) становника мање него 2000. године.
| Група             | 2000.       | 2010.       |
| Белци             | 677 (99,6%) | 540 (97,8%) |
| Афроамериканци    | 1 (0,1%)    | 2 (0,4%)    |
| Азијати           | 0 (0,0%)    | 1 (0,2%)    |
| Хиспаноамериканци | 1 (0,1%)    | 4 (0,7%)    |
| Укупно            | 680         | 552         |